# Ecdysanthera
Ecdysanthera é um género botânico pertencente à família Apocynaceae.